# Grive des Célèbes
Zoothera heinrichi
Espèce
Statut de conservation UICN

 NT  : Quasi menacé
La Grive des Célèbes (Zoothera heinrichi, anciennement Geomalia heinrichi) est une espèce de passereaux de la famille des Turdidae.

## Répartition et habitat
Cette espèce est endémique de Célèbes (ou Sulawesi) en Indonésie. Elle vit dans les forêts primaires de montagne, notamment les forêts avec de la mousse et les forêts naines, entre 1 700 et 3 400 m d'altitude.

## Taxinomie
Dans leur étude des relations phylogéniques de cette espèce, Olsson et Alström (2013) montrent que cette espèce est probablement assez proches des espèces du genre Zoothera pour y être placée. Elle était auparavant placée dans le genre Geomalia Stresemann, 1931. Le Congrès ornithologique international répercute ces changements dans sa classification de référence version 3.5 (2013).

### GenreGeomalia
- (en) Congrès ornithologique international : Zoothera heinrichi dans l'ordre Passeriformes (consulté le 21 mai 2015)
- (fr + en)  Avibase : Geomalia heinrichi (+ répartition)
- (en) UICN : espèce Geomalia heinrichi  Stresemann, 1931